# Avihai Yadin
Avihai Yadin (hebräisch אֲבִיחַי יָדִין Avīchaj Jadīn; * 26. Oktober 1986 in Hod haScharon) ist ein israelischer ehemaliger Fußballspieler. 

## Karriere

### Verein
Yadin begann seine Karriere in der Jugendmannschaft von Hapoel Kfar Saba. 2006 wurde er vom Verein in die erste Mannschaft geholt. In der ersten Saison in der höchsten israelischen Spielklasse wurde der defensive Mittelfeldspieler mit Kfar Saba Achter. In der darauffolgenden Saison musste Yadin mit dem Verein absteigen. Man war zwar punktegleich mit dem Zehnten Maccabi Petah Tikva, jedoch hatte man ein schlechteres Torverhältnis. Daraufhin wechselte Yadin zu Hapoel Tel Aviv, wo er bereits in seiner ersten Saison in Tel Aviv zu einem Einsatz auf europäischer Klubebene kam. Im Spiel der 1. Runde des UEFA-Cups gegen den Vertreter aus Frankreich AS St. Etienne wurde er in der 65. Minute für Bebars Nathko eingewechselt. Das Spiel endete 1:2. In der Meisterschaft wurde Hapoel am Ende der Saison Vizemeister; die folgende Saison 2009/10 beendete das Team als Meister.

### Nationalmannschaft
Im Jahr 2008 wurde Yadin zweimal in die U-21-Auswahl Israels berufen, spielte dabei in der Qualifikation für die U-21-EM, in der das Team hinter der deutschen Auswahl als Gruppenzweiter die Entscheidungsspiele erreichte, gegen die Altersgenossen aus Moldawien.
Sein Debüt in der A-Nationalmannschaft gab er am 12. August 2009 im Freundschaftsspiel gegen Nordirland. Er spielte bis zur 65. Minute, ehe er für Yoav Ziv ausgewechselt wurde. Das Spiel in Belfast endete 1:1. Anschließend kam Yadin auch in der WM-Qualifikation zum Einsatz, unter anderem im letzten Match gegen die Schweiz am 14. Oktober 2009 in Basel, als Israel trotz seines Platzverweises aufgrund der Gelb-Roten Karte in der 59. Spielminute ein 0:0 gegen den späteren WM-Teilnehmer halten konnte.

## Erfolge
- Israelischer Meister: 2010 (mit Hapoel Tel Aviv)